# Melvin Conway
Melvin Edward Conway és un científic d'ordinadors, programador d'ordinadors, i hacker que va encunyar el que es coneix com a Llei de Conway: "Les organitzacions, que dissenyen sistemes, estan constretes a produir dissenys els quals són còpies de les organitzacions de comunicació d'aquestes organitzacions". L'adagi guanyà rellevància en enginyeria de programari moderna i és sovint referenciada en investigació.
A part de l'anterior adagi, Conway és potser el més famós per desenvolupar el concepte de coroutines. Conway va encunyar el terme coroutine el 1958 i va ser el primer a aplicar el concepte a un llenguatge d'assemblador. Més tard va escriure un article fonamental sobre el tema de les coroutines, titulat "Disseny d'un compilador de diagrames de transició separables", que incloïa la primera explicació publicada del concepte. En aquest article, va proposar organitzar un compilador com un conjunt de coroutines, que permet utilitzar passades separades durant la depuració i, a continuació, executar un compilador d'una sola passada en producció. Un altre famós article és la seva proposta el 1958 d'un llenguatge universal orientat a l'ordinador (UNCOL), que va intentar proporcionar una solució per produir econòmicament compiladors per a nous llenguatges de programació i arquitectures d'ordinador.
Conway va escriure un assemblador per a l'ordinador Burroughs model 220 anomenat SAVE. El nom SAVE no era un acrònim, sinó una característica: els programadors van perdre menys baralles de targetes perforades perquè tots tenien escrit "SAVE".
El seu treball en el compilador Pascal per a Rockwell Semiconductor (un entrenador Pascal de canvi immediat per al Rockwell AIM-65) va conduir a un acord entre Apple i Think Technologies (on va exercir com a director) sota el qual aquest últim va produir el Mac original (1984) un Mac Pascal i l'Apple II Instant Pascal.
En la dècada de 1970, es va veure involucrat amb MUMPS (Massachusetts General Hospital Utility Multi-Programming System), un llenguatge de programació mèdica amb especificació estàndard per a la Oficina Nacional de Normalització. També va escriure un llibre de referència sobre MUMPS el 1983.
A Conway se li va concedir una patent als Estats Units l'any 2001 sobre "Processament de flux de dades amb esdeveniments", relacionada amb la programació mitjançant interfícies gràfiques d'usuari. La patent va caducar el 2019.
El 2002, Conway va obtenir una llicència de professor de matemàtiques i física de secundària a Massachusetts. Va ensenyar a Chelsea High School des del 2002 fins al 2006.

## Educació
- Ph.D. Matemàtiques, Case Western Reserve University (1961). Tesi: "A Set-Theoretic Model For Logical Systems", Assessor: Raymond John Nelson[12]
- MS Physics, Institut Tecnològic de Califòrnia[13]
- BS Física, Universitat Case Western Reserve[13]

## Publicacions seleccionades
- Conway, Melvin E. (juliol de 1963). "Design of a separable transition-diagram compiler". "Design of a separable transition-diagram compiler", vol. 6, núm. 7, pàgs. 396–408. doi: 10.1145/366663.366704
- Conway, Melvin E. (abril de 1968). "How do Committees Invent?" . Datamation, vol. 14, núm. 4, pàgs. 28–31.